# Buddhák listája

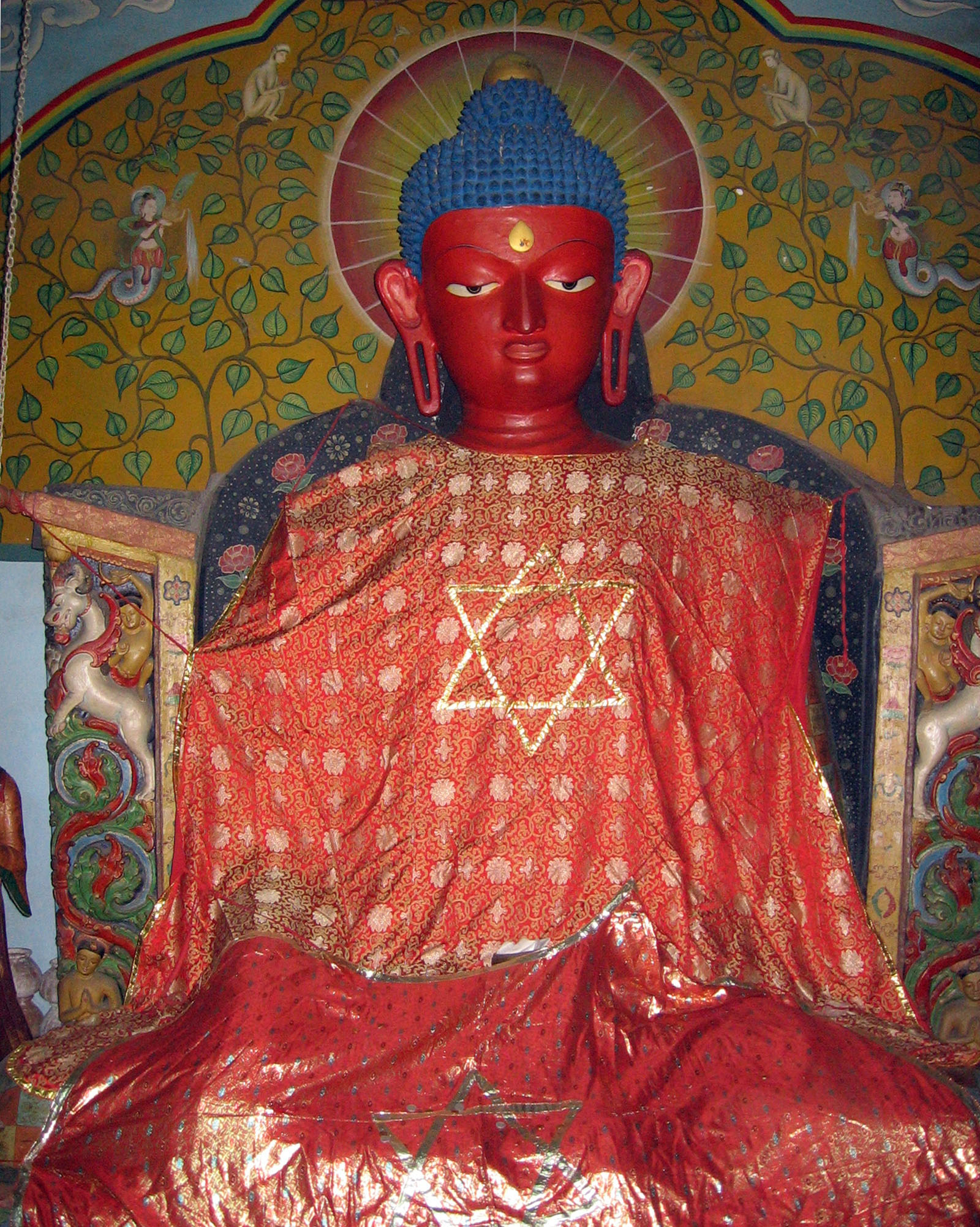
Aksobhja Buddha kőszobra Katmanduban.

Ez a lista azon történelmi, kortárs vagy legendás személyek listája, akiket legalább egy buddhista iskola buddhának tekint. Különböző források és a buddhizmus különböző irányzatai, iskolái és szektái különböző buddhákat említenek. A páli kánon részét képező Maddzshima-nikája (MN 116) például hosszú listát tartalmaz paccséka-buddhákról (akik – az arhatokkal ellentétben – saját maguk által jutottak el a megvilágosodáshoz), míg a Dígha-nikája (DN 14 és 32) hat korábbi buddhát említ.

## Férfi buddhák
- Gautama Buddha (Gótama) - A történelmi Buddha, a buddhizmus megalapítója
- A Dígha-nikája (DN 14 és 32) hat korábbi buddhát említ (ezeket minden buddhista irányzat elfogadja):[1]
  - Kakuszandha Buddha
  - Kónágamana Buddha
  - Kasszapa Buddha (Kásjapa)
  - Szikhí Buddha
  - Vesszabhú Buddha
  - Vipasszí Buddha
- Ádibuddha - a vadzsrajána buddhizmusban: a tibeti buddhizmus régi iskolájában (nyingmapa) például Szamantabhadrának nevezik, de nevezik Vairócsanának és Vadzsradhárának is.[2] -
- Bhaisadzsjaguru
- Pu-taj (Nevető Buddha) (Pu-taj) - Maitréja Buddha egyik reinkarnációjának tekintik.
- Dípankara Buddha
- Lokesvararádzsa[3]
- Maitréja - ő követi majd a történelmi Buddhát
- Nicsiren Daisonin - a Törvény későbbi napja Buddhája (Nikko vonal), 1222. február 16-án született Japánban[4]
- Öt bölcsességbuddha
  - Aksobhja (Akszóbhja) - a keleti paradicsom, Abhirati fölött uralkodik, kék színűnek ábrázolják
  - Amitábha - a Tiszta Föld legfőbb Buddhája, piros színűnek ábrázolják
  - Amóghasziddhi - Északon uralkodik, zöld színűnek ábrázolják
  - Ratnaszambhava - sárga színűnek ábrázolják
  - Vairócsana - Dharmakája megtestesülése, az üresség bölcsességének megtestesülése, fehér színűnek ábrázolják
- Padumuttara Buddha - a tizedik a megelőző 24 Buddha közül, 100 ezer évig élt.[5]
- Padmaszambhava (Guru Rinpocse) - a tibeti buddhizmusban[6]
- Tonpa Senrab - a tibeti buddhizmusban[7]
- Vadzsradhára (szó szerint: Gyémánttartó) - a tibeti buddhizmus gelug és kagyü iskoláiban

## Női buddhák
- Tárá (buddhizmus) - az egyetemes könyörületesség istennője
- Vadzsrajoginí - a tibeti buddhizmus női istensége
- Jese Cögyal - Padmaszambhava második felesége, a nyingmapa és karma kagyü iskolák női Buddhának tekintik
- Nairatmja (Dagmema) - a tibeti buddhizmus női Buddhája